# 柏壽
柏壽（1840—?），字伴松，佟佳氏，滿洲鑲黃旗人，清朝政治人物、同進士出身。
光緒三年（1877年），参加丁丑科殿試，登進士三甲第50名。同年五月，經吏部掣簽，授即用知縣。

## 家庭
- 高祖補熙，历任江南提督、漕運總督、綏遠城將軍。